# Antoine Dominique Chabanon
Antoine Dominique Chabanon est un homme politique français né le 3 août 1757 à Murat (Cantal) et mort le 28 avril 1836 au même lieu.

## Biographie
Avocat à Murat, il devient maire sous la Révolution, puis député du Cantal à la Convention. Siégeant avec les modérés, il vote pour la détention de Louis XVI. Il passe au Conseil des Cinq-Cents le 22 vendémiaire an IV et y siège jusqu'en 1797. 
Il est ensuite commissaire du directoire au département et sous-préfet de Saint-Flour de 1800 à 1814 et pendant les Cent-Jours en 1815.

## Sources
- « Antoine Dominique Chabanon », dans Adolphe Robert et Gaston Cougny, Dictionnaire des parlementaires français, Edgar Bourloton, 1889-1891 [détail de l’édition]